# Канончет
Канончет (англ. Canonchet; ? — 3 апреля 1676) — сахем наррагансеттов и предводитель индейских воинов во время Войны Короля Филипа. Был сыном Миантономо.
В юном возрасте принимал участие в войнах с мохеганами, традиционными врагами племени. Когда между племенами начались столкновения в начале 1640-х годов, власти Конфедерацией Новой Англии встали на сторону мохеганов. Миантономо, сахем племени и отец Канончета, попал в плен к мохеганам и был доставлен в Бостон. Руководители Конфедерации санкционировали его казнь и обещали защиту мохеганам от возможной мести соседей. После его смерти племя возглавил Канончет. Когда началась война, наррагансетты старались сохранить нейтралитет, несмотря на недовольство действиями колониальных властей. 25 июня на встрече с Роджером Уильямсом и тремя делегатами Массачусетса Канончет и вожди племени пообещали не вступать в конфликт. 11 октября Уильямс вновь встретился с Канончетом, ставшим к тому времени признанным лидером своего народа. Он предостерёг сахема от вступления в войну и сказал, что англичане уничтожат всех, кто станет помогать Метакомету. Сахем ответил, что он желает мира, но не может контролировать всех молодых воинов племени. 18 октября Канончет отправился в Бостон и подписал очередное мирное соглашение с колониальными властями.
После того, как индейцы долины реки Коннектикут вступили в войну, власти Конфедерации Новой Англии обвинили наррагансеттов во враждебности и участии в конфликте на стороне Метакомета. В начале декабря руководство колоний собрало войско для проведения военной кампании против наррагансеттов, которое возглавил губернатор Плимута Джосайя Уинслоу. 19 декабря 1675 года англичане атаковали и сожгли форт наррагансеттов, убив около 150 человек. Разъярённые нападением англичан, воины наррагансеттов присоединились к восставшим индейцам. 27 января 1676 года Канончет и его воины напали на поселение Потаксет. Они сожгли дома и забили скот, прежде чем уйти на соединение с основными силами Метакомета, чей лагерь находился в центральном Массачусетсе около горы Вачусет. Армия Уинслоу преследовала наррагансеттов, но индейцы лучше знали местность и избегали больших боёв. В результате серии стычек с ощутимыми потерями английское войско прекратило преследование и вернулось в Бостон. Канончет стал наиболее влиятельным лидером индейцев в объединённом лагере у Вачусета, поскольку Метакомет отправился к мохокам, чтобы заручиться их поддержкой.
Гибель Канончета стала большим ударом для восставших индейцев. В конце марта 1676 года капитаны колонистов Джордж Денисон и Джеймс Эвери со своим отрядом прочёсывали Род-Айленд в поисках враждебных индейцев. Отряд состоял из 47 англичан, 20 ниантиков и 60 пекотов и мохеганов. Союзные колонистам индейцы сыграли ключевую роль в поимке Канончета. В апреле они захватили в плен двух наррагансеттских женщин, которые сообщили, что лагерь Канончета находится неподалёку. Разведчики пекотов и мохеганов обнаружили несколько жилищ у реки Блэкстон и привели отряд к небольшому индейскому лагерю, в котором Канончет находился всего с тремя воинами. Сахем понимал, что не сможет оказать сопротивления и попытался скрыться. За ним погнались воины ниантиков и настигли его у реки.
Над Канончетом был проведён суд, на котором ему предложили помилование, при условии, что он уговорит сдаться других наррагансеттов. Сахем отказался от предложения англичан и был расстрелян. Затем ему отрезали голову и отправили её в Хартфорд. Его гибель существенно повлияла на дальнейший ход войны — индейцы потеряли военного лидера, чья храбрость, отвага и харизма на некоторое время объединили несколько племён в мощную и эффективную боевую силу. Смерть Канончета не положила конец войне, но по словам английского историка Уильяма Хаббарда она стала «значительным шагом к ней».